# Pete Chen
Pete Chen (* 16. September 1988 in Xizhi; eigentlich Yen Han Chen) ist ein professioneller taiwanischer Pokerspieler. Er ist zweifacher Braceletgewinner der World Series of Poker und gewann 2017 das Main Event der World Poker Tour.

## Pokerkarriere

### Werdegang
Chen spielt seit 2009 professionell Poker und startete seine Laufbahn mit Cash Games, ehe er zum Turnierpoker wechselte. Auf der Onlinepoker-Plattform PokerStars, bei der er den Nickname psxfrcndhe nutzt, erspielte er sich seit August 2010 Turnierpreisgelder von mehr als 500.000 US-Dollar und gewann 2018 einen Titel bei der World Championship of Online Poker. Darüber hinaus spielt er bei WSOP.com als PeteChen und ist seit Juli 2020 Markenbotschafter der Plattform Natural8, dem asiatischen Ableger von GGPoker, bei dem er als TurboPete in Erscheinung tritt.
Seine ersten Geldplatzierungen bei Live-Pokerturnieren erzielte der Taiwaner ab August 2011 ausschließlich bei Events in Macau, wo er im Oktober 2013 bei der Asia Championship of Poker seine ersten beiden Turniere gewann. Ende Mai 2014 belegte er beim Main Event der Asia Pacific Poker Tour in Macau den mit umgerechnet knapp 75.000 US-Dollar dotierten fünften Platz. Zum Jahresende wurde Chen von PokerStars als Asian Player of the Year ausgezeichnet. Im Juli 2015 war er erstmals bei der World Series of Poker (WSOP) im Rio All-Suite Hotel and Casino in Paradise am Las Vegas Strip erfolgreich und kam bei zwei Turnieren der Variante No Limit Hold’em in die Geldränge. In den folgenden beiden Jahren erzielte der Taiwaner rund um die Welt zahlreiche Geldplatzierungen, jedoch ohne größere Einzelpreisgelder einzufahren. Anfang April 2017 saß er am Finaltisch des Main Events der PokerStars Championship (PSC) in Macau und beendete das Turnier als Sechster, wofür er umgerechnet mehr als 90.000 US-Dollar erhielt. Keine zwei Wochen später entschied der Taiwaner das Main Event der World Poker Tour in Peking für sich und sicherte sich eine Siegprämie von rund 300.000 US-Dollar. Bei der WSOP 2017 belegte er bei einem Event den zweiten Platz und erhielt sein bisher höchstes Preisgeld von über 380.000 US-Dollar. Mitte August 2017 wurde Chen bei einem Side-Event der PSC in Barcelona Vierter und erhielt knapp 140.000 Euro. Bei der WSOP 2018 erzielte er 9 Geldplatzierungen. Ende August sowie Anfang September 2018 gewann der Taiwaner zwei Turniere der European Poker Tour in Barcelona und sicherte sich Preisgelder von knapp 150.000 Euro. Ab Mai 2019 kam er 14-mal bei der WSOP 2019 auf die bezahlten Plätze. Als die Live-Pokerszene aufgrund der COVID-19-Pandemie im Frühjahr 2020 weitestgehend zum Erliegen kam, erzielte Chen bei der erstmals ausgespielten World Series of Poker Online 19 Geldplatzierungen. Bei der WSOP 2021 setzte er sich beim online ausgespielten Ultra Deepstack durch und sicherte sich ein Bracelet sowie den Hauptpreis von über 80.000 US-Dollar. Wenige Tage später gewann der Taiwaner im Wynn Las Vegas das Mystery Bounty und erhielt aufgrund eines Deals mit zwei anderen Spielern eine Auszahlung von knapp 300.000 US-Dollar. Bei der World Series of Poker Online entschied er Anfang September 2022 auf GGPoker das Lucky Sevens Bounty für sich und wurde mit seinem zweiten Bracelet sowie einem Preisgeld von insgesamt über 115.000 US-Dollar prämiert. Bei der mittlerweile im Horseshoe Las Vegas und Paris Las Vegas ausgespielten WSOP 2023 wurde Chen beim Colossus Dritter und erhielt mehr als 215.000 US-Dollar.
Insgesamt hat sich Chen mit Poker bei Live-Turnieren mehr als 4,5 Millionen US-Dollar erspielt und ist damit nach James Chen der zweiterfolgreichste taiwanische Pokerspieler.

### Braceletübersicht
Chen kam bei der WSOP 115-mal ins Geld und gewann zwei Bracelets:
| Jahr   | Buy-in (in $) | Turnier                                                     | Teilnehmer | Preisgeld (in $) |
| ------ | ------------- | ----------------------------------------------------------- | ---------- | ---------------- |
| 2021 O | 400           | WSOP.com No-Limit Hold’em Ultra Deepstack                   | 1357       | 82.560           |
| 2022 O | 777           | GGPoker.com – Lucky Sevens Bounty 7-Handed No-Limit Hold’em | 1778       | 53.999           |